# Алиса в Страната на чудесата (филм, 1951)
Вижте пояснителната страница за други значения на Алиса в Страната на чудесата.
„Алиса в Страната на чудесата“ (на английски: Alice in Wonderland) е американски анимационен филм от 1951 г., първият от едноименния франчайз. Базиран е на романа на „Алиса в Страната на чудесата“ от Луис Карол. Режисьорите са Клайд Джероними и Уилфред Джаксън. Продуцентът е от Уолт Дисни. Сценаристът е от Уинстън Хиблър.

## Синхронен дублаж

### Гласове
| Роля                 | Изпълнител        |
| -------------------- | ----------------- |
| Алиса                | Йоана Падешка     |
| Бял Заек             | Калин Арсов       |
| Царица               | Ива Апостолова    |
| Туидълдъм и Туидълди | Теодор Елмазов    |
| Луд Шапкар           | Веселин Ранков    |
| Мартенски Заек       | Мирослав Цветанов |
| Гъсеница             | Георги Спасов     |
| Чеширски котак       | Владимир Пенев    |
| Додо                 | Николай Урумов    |
| Морж                 | Сава Пиперов      |
| Дърводелец           | Здравко Димитров  |
| Сестрата на Алиса    | Даниела Йорданова |
| Брава                | Тодор Димитров    |
| Гущерчето Бил        | Ненчо Балабанов   |
| Цар                  | Здравко Димитров  |
| Мишок                | Кирил Бояджиев    |

### Песни
| Песен                          | Изпълнява |
| ------------------------------ | --- |
| „Алиса в страната на чудесата“ | Емилия Иванова Атанас Сребрев Боян Василев Ненчо Балабанов Тодор Георгиев                                                      |
| „Мой собствен свят“            | Йоана Падешка |
| „Отново закъснях“              | Калин Арсов |
| „Тромбата на моряка“           | Николай Урумов |
| „Кръгово надбягване“           | Николай Урумов Емилия Иванова Гиргина Гиргинова Цветомира Михайлова Атанас Сребрев Боян Василев Ненчо Балабанов Тодор Георгиев |
| „Нека се запознаем“            | Теодор Елмазов |
| „Моржът и зидарят“             | Теодор Елмазов Сава Пиперов Здравко Димитров Симона Нанова                                                                     |
| „Старият татко Уилям“          | Теодор Елмазов |
| „Чудовищата – вън“             | Николай Урумов Калин Арсов |
| „Всички пеем в тон“            | Йоана Падешка Гиргина Гиргинова Еделина Кънева Емилия Иванова                                                                  |
| „А-Е-И-О-У“                    | Георги Спасов |
| „Беше лятне“                   | Владимир Пенев |
| „Честит Не-рожден ден“         | Йоана Падешка Веселин Ранков Мирослав Цветанов                                                                                 |
| „Съвети аз давам си добри“     | Йоана Падешка Гиргина Гиргинова Емилия Иванова Цветомира Михайлова Атанас Сребрев Боян Василев Ненчо Балабанов Тодор Георгиев  |
| „Боядисаните рози“             | Йоана Падешка Ива Апостолова Атанас Сребрев Боян Василев Ненчо Балабанов                                                       |

### Българска версия
| Обработка                       | Александра Аудио (2004)                 |
| ------------------------------- | --------------------------------------- |
| Режисьор на дублажа             | Ваня Иванова                            |
| Превод                          | Венета Янкова                           |
| Музикален режисьор              | Десислава Софранова                     |
| Превод на песните               | Десислава Софранова Цветомира Михайлова |
| Творчески ръководител           | Венета Янкова                           |
| Тонрежисьор на записа           | Петър Костов                            |
| Продуцент на българската версия | Disney Character Voices International   |